# Iambio

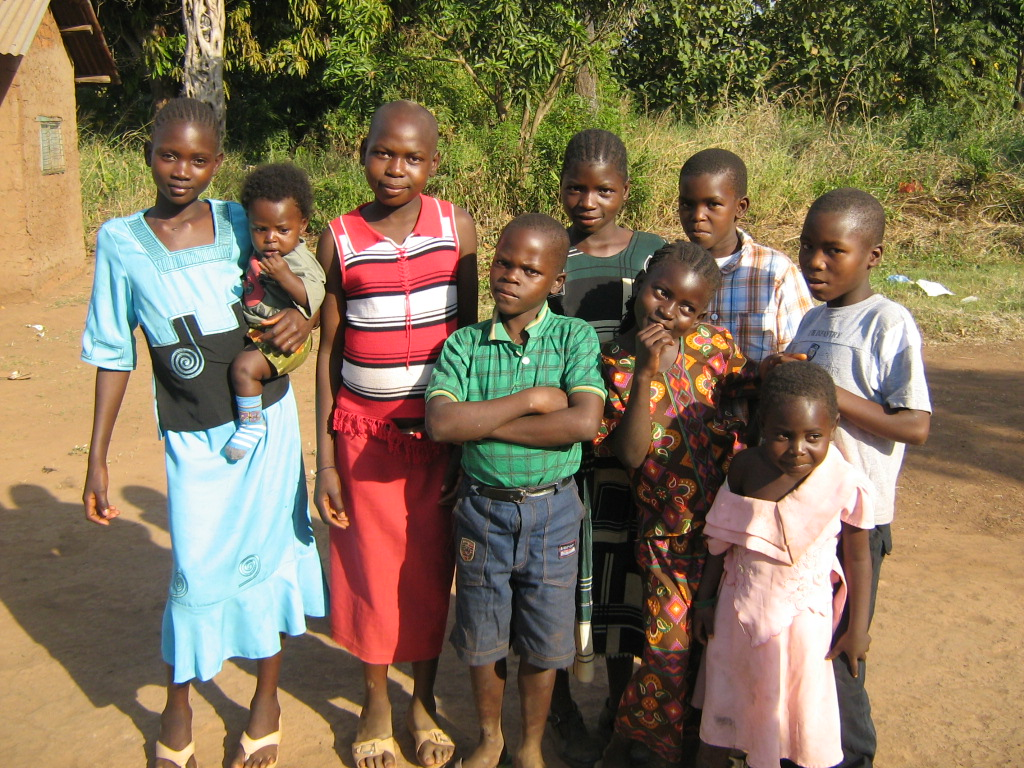
Crianças em Yambio, Equatória Ocidental, Sudão do Sul

Iambio, ou Yambio, é uma cidade localizada no Sudão do Sul. É a capital do estado de Equatória Ocidental, em árabe, Gharb al-Istiwa'iyah. Faz parte das dez maiores cidades do país, com aproximadamente 45.400 habitantes em 2011.